# Nord de Delhi
Le district Nord de Delhi est un district de l'état de Delhi, en Inde.

## Géographie
Au recensement de 2011, sa population compte 883 418 habitants.